# Neß (Hummeltal)
Neß (auch: Nees, Ness)  ist ein Gemeindeteil der Gemeinde Hummeltal im Landkreis Bayreuth (Oberfranken, Bayern). Neß liegt in der Gemarkung Creez.

## Geografie

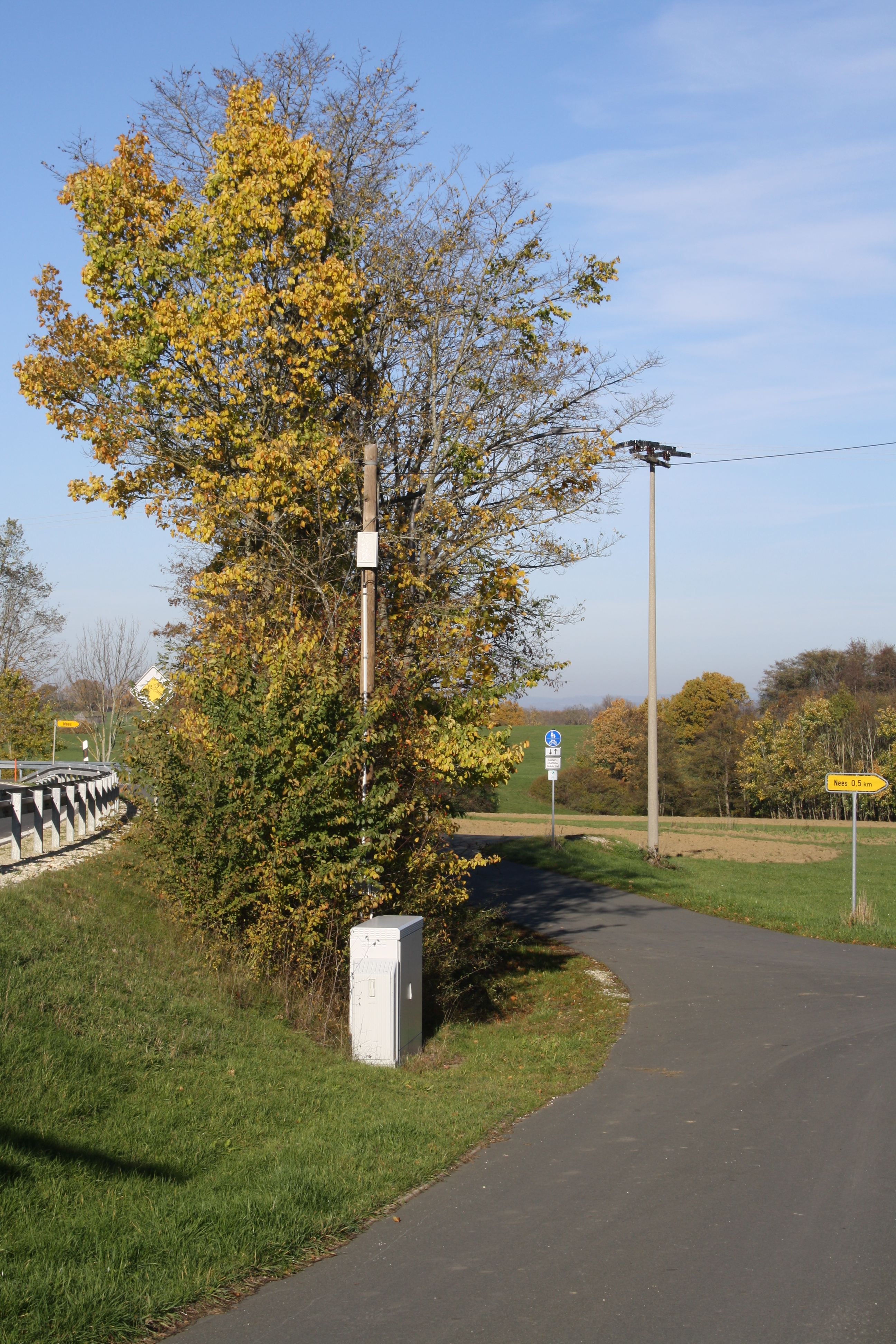
Zufahrt nach Neß mit als Nees beschrifteten Wegweisern

Der Weiler liegt an der Mistel. Im Südosten liegen die bewaldeten Anhöhen Nesser Berg (562 m ü. NHN) und Pettendorfer Rangen, die zu den Ausläufern der Fränkischen Schweiz zählen. Ein Anliegerweg führt zur Staatsstraße 2163 bei Bärnreuth (0,2 km westlich).

## Geschichte
Gegen Ende des 18. Jahrhunderts bestand Neß aus zwei Anwesen. Die Hochgerichtsbarkeit stand dem bayreuthischen Stadtvogteiamt Bayreuth zu. Das Hofkastenamt Bayreuth war Grundherr der beiden Sölden.
Von 1797 bis 1810 unterstand der Ort dem Justiz- und Kammeramt Bayreuth. Mit dem Gemeindeedikt wurde Neß dem 1812 gebildeten Steuerdistrikt Pettendorf und der im gleichen Jahr gebildeten Ruralgemeinde Bärnreuth zugewiesen. Mit dem Gemeindeedikt von 1818 erfolgte die Umgemeindung nach Creez. Am 1. April 1971 wurde Neß im Zuge der Gebietsreform in Bayern in die Gemeinde Hummeltal eingegliedert.

### Einwohnerentwicklung
| Jahr      | 001819 | 001822 | 001861 | 001871 | 001885 | 001900 | 001925 | 001950 | 001961 | 001970 | 001987 | 002022 |
| Einwohner | 15     | 20     | †      | 13     | 18     | 14     | 13     | 10     | 15     | 14     | 18     | 14     |
| Häuser    |        | 2      |        |        | 2      | 2      | 2      | 2      | 2      |        | 5      |        |
| Quelle    | [ 10 ] | [ 7 ]  | [ 11 ] | [ 12 ] | [ 13 ] | [ 14 ] | [ 15 ] | [ 16 ] | [ 17 ] | [ 18 ] | [ 19 ] | [ 1 ]  |

## Religion
Neß ist evangelisch-lutherisch geprägt und war ursprünglich nach St. Marien (Gesees) gepfarrt. Seit der zweiten Hälfte des 20. Jahrhunderts ist die Pfarrei Friedenskirche (Hummeltal) zuständig.